# Parti régionaliste martiniquais
Le Parti régionaliste martiniquais (PRM) a été fondé le 6 mai 2010, à la suite d'une scission avec la fédération UMP de la Martinique.

## Présentation
La présidente est Chantal Maignan, conseillère régionale et conseillère municipale du Robert et le secrétaire général est Christian Rapha, maire de Saint-Pierre. Il s'agit d'un parti se réclamant de la « droite progressiste ».